# New Britain Township
New Britain Township liegt im Bucks County im Bundesstaat Pennsylvania. Das U.S. Census Bureau hat bei der Volkszählung 2020 eine Einwohnerzahl von 12.327 ermittelt.

## Geographie
Das Township ist 39,5 km² groß. Der Neshaminy Creek fließt durch das Township und dann in den Delaware River. Zum Township gehören einige Dörfer wie Fountainville, Naces Corner, New Galena oder Newville.
New Britain Township grenzt an die folgenden Townships:
- Hilltown Township (Nordwest)
- Plumstead Township (Nordost)
- Doylestown (Township) (Ost)
- Warrington Township (Südost)
- Montgomery Township (Süden)
- Hatfield Township (Südwest)

## Geschichte
Amerikanische Ureinwohner vom Stamm der Lenni Lenape siedelten in diesem Gebiet ursprünglich ab 1390.
Die ersten weißen Siedler in dieser Gegend waren Waliser, Schotten und später Deutsche.
Das New Britain Township wurde 1723 gegründet. Zum Township gehörten 15.000 Acres Land und die Dörfer Chalfont und später New Britain (Dorf). Anfangs gehörten auch große Teile vom heutigen Doylestown (Township) zum New Britain Township. Heute gehören zum Township 9900 Acres Land.
1778 erreichte George Washington mit seinen Soldaten das Township, um weiter nach New Jersey zu ziehen. Er nutzte den Butler Pike (heute Route 202) und Limekiln Pike (heute Route 152), welches oftmals alte Indianerpfade waren.
Ab 1838 wurde Bleierz gefunden und mit der Förderung im immer größeren Umfang ab 1861 begonnen. Nachdem die Förderung erschöpft war, wurden die alten Minen mit Wasser gefüllt, und es entstand der Lake Galena, welcher heute im Zentrum des Peace Valley Park liegt.
Es wird angenommen, dass der Lenni-Lenape-Häuptling Tamanend im New Britain Township begraben war. William Penn verhandelte u. a. mit Tamanend, dass sich die Indianer aus diesem Gebiet zurückziehen und Platz für die ersten weißen Siedler zur Verfügung steht.
Nicht weit von Chalfont sollen die Eltern von Daniel Boone, einem bekannten US-amerikanischen Pionier und Jäger, gelebt haben. Es wird angenommen, dass er dort oder in Birdsboro im Jahre 1734 geboren wurde, bevor seine Eltern nach North Carolina weiterzogen.
Ab 1856 wurde das Dorf New Britain an das Schienennetz nach Philadelphia angeschlossen.
Bis heute gibt es in dieser Gegend viele Gehöfte.

## Demographie
Jahr 2010 lebten 11.070 Personen im New Britain Township. Das durchschnittliche Einkommen pro Jahr und Haushalt betrug 71.194 $ und das Durchschnittseinkommen pro Familie betrug 77.896 $. Männer verdienten im Durchschnitt 57.188 $ und Frauen 34.390 $ pro Jahr.
Im Township leben:
- 92,0 % Weiße
- 1,6 % Afroamerikaner
- 3,3 % Asiaten
- 0,1 % Indianer
- 2,4 % Latino

Altersstruktur:
- 27,4 % unter 18 Jahren
- 4,6 % zwischen 18 und 24 Jahren
- 29,2 % zwischen 25 und 44 Jahren
- 26,7 % zwischen 45 und 64 Jahren
- 11,0 % älter als 65 Jahren

## Historische Gegenden
Aus dem New Britain Township wurden das Morgan James Homestead und die Pine Valley Covered Bridge in das National Register of Historic Places aufgenommen.

## Bekannte Personen
- Tamanend (1628–1698) war Häuptling eines Clans von Lenni-Lenape-Indianern
- Eltern von Daniel Boone (1734–1820), Boone war ein US-amerikanischer Pionier und Jäger